# Peter Edwards (historiador)
Peter Geoffrey Edwards (Watford, 29 de agosto de 1945) es un historiador australiano, especializado en historia militar e historia de la diplomacia. Educado en la Universidad de Australia Occidental y la Universidad de Oxford, Edwards trabajó para el Departamento de Relaciones Exteriores, la Universidad Nacional de Australia y la Universidad de Adelaida antes de ser nombrado historiador oficial y editor general de The Official History of Australia's Involvement in Southeast Asian Conflicts 1948–1975 en 1982. La historia de nueve volúmenes se encargó para cubrir la participación de Australia en la Emergencia Malaya, la confrontación indonesio-malaya y la guerra de Vietnam. Edwards pasó catorce años en el Memorial de Guerra Australiano (AWM) escribiendo dos de los volúmenes, mientras investigaba, editaba y lidiaba con las limitaciones presupuestarias y los problemas con la rotación de personal. Desde que dejó AWM en 1996, Edwards ha trabajado como consultor académico e histórico sénior. En 2006, su libro Arthur Tange: Last of the Mandarins ganó el premio al libro de historia del primer ministro de Queensland y el premio al libro de no ficción del primer ministro de Australia Occidental.

## Primeros años y educación
Edwards nació el 29 de agosto de 1945 en Watford, Inglaterra, hijo de Geoffrey y Joan Edwards. La familia se mudó a Australia en 1950, donde Peter se educó en la Christ Church Grammar School en Perth. Se graduó de la Universidad de Australia Occidental con una licenciatura en artes con honores, y en 1967 recibió una beca Rhodes para realizar estudios de doctorado en Wadham College en Oxford.

## Carrera
Al graduarse de Oxford, Edwards fue empleado como oficial de investigación histórica en el Departamento de Relaciones Exteriores desde 1971. Aquí, trabajó como editor en los primeros tres volúmenes de Documents on Australian Foreign Policy, 1937–49. Los volúmenes, publicados entre 1975 y 1979, tratan sobre la preparación para y el período inicial de la Segunda Guerra Mundial. Edwards recibió una beca Harkness para la Universidad Duke en Durham, Carolina del Norte, en 1975, y se trasladó a la Universidad Nacional de Australia (ANU) como investigador en historia ese mismo año. En 1978 fue designado a la Universidad de Adelaida como Master del St. Mark's College. El trabajo sobre su primera historia escrita, Prime Ministers and Diplomats, se completó durante este tiempo. El libro fue publicado en 1983 por Oxford University Press.

### Historiador oficial
En 1982, Edwards, ahora un erudito establecido en historia diplomática, fue nombrado historiador oficial y editor general de The Official History of Australia's Involvement in Southeast Asian Conflicts 1948–1975. Con base en el Memorial de Guerra Australiano (AWM) en Canberra, la historia de varios volúmenes se encargó para cubrir la participación de Australia en la Emergencia Malaya, la confrontación indonesio-malaya y la guerra de Vietnam. Edwards continuó la tradición establecida por Charles Bean, Gavin Long y Robert O'Neill en las historias de guerra oficiales anteriores de Australia al adoptar un enfoque holístico que buscaba analizar los aspectos operativos, estratégicos, políticos, sociales y médicos de la experiencia australiana. Al tratar con veintisiete años de historia, la serie abarcó el período más largo de una historia oficial australiana encargada hasta ese momento. El resultado fue una serie de nueve volúmenes, publicada entre 1992 y 2012, con contribuciones de nueve historiadores.
Edwards fue autor de dos de los volúmenes. Crises & Commitments (1992), escrito con Gregory Pemberton, analizó la historia política y diplomática de la participación de Australia en los tres conflictos hasta 1965, mientras que A Nation at War (1997) cubrió la historia política, diplomática y social de la Guerra de Vietnam de Australia desde 1965 a 1975. Crises & Commitments recibió una recepción un tanto polémica. John Murphy criticó el volumen por lo que vio como un énfasis excesivo en lo diplomático y por eludir las controversias sociales de la era de Vietnam; también cuestionó la necesidad de una historia oficial. Pemberton, un investigador principal sobre la historia que redactó varios de los capítulos anteriores antes de abandonar el proyecto con acritud en 1990, también se mostró en desacuerdo con el libro, argumentando que su aporte «había sido censurado y desinfectado en el producto final». Edwards reconoció reescrituras sustanciales de los borradores de Pemberton en el prólogo de Crisis & Commitments, pero el alcance y el razonamiento de los cambios no quedaron claros. A Nation at War experimentó una recepción más cálida, ganando el Premio de la Fundación de Estudios Literarios de Australia y la Medalla H. T. Priestley. A pesar de las dudas de Murphy, la serie de historia oficial también fue «elogiada [por] su análisis imparcial y erudito de eventos complejos», según el Oxford Companion to Australian Military History.
Sin embargo, el proyecto no estuvo exento de pruebas. El plan inicial de Edwards de emplear un equipo de escritores se vio frustrado por la falta de recursos y fondos. En cambio, tuvo que reclutar para algunos de los volúmenes a historiadores con base fuera de AWM, quienes aceptaron trabajar en la historia sin compensación financiera. La serie también experimentó problemas con la rotación de personal. Aparte de Pemberton, la muerte inesperada en 1998 de Ian McNeill, autor de los volúmenes sobre el ejército australiano, provocó grandes retrasos en la finalización de la serie. Los primeros siete volúmenes (incluido To Long Tan [1993] de McNeill, que trata sobre las operaciones del ejército hasta 1966), se entregaron de manera oportuna y se publicaron sucesivamente de 1992 a 1998. Sin embargo, el siguiente volumen de McNeill solo estaba parcialmente escrito cuando murió. Su asistente de investigación, Ashley Ekins, finalmente fue designada para completar la serie. On the Offensive se publicó en 2003, mientras que el volumen final, Fighting to the Finish, apareció en 2012, dos décadas después del primer volumen y dieciséis años después de que terminara el puesto de Edwards en AWM. Siguiendo nuevamente el camino de Bean y Long, AWM le encargó a Edwards que escribiera un resumen de la serie en un solo volumen. Australia y la Guerra de Vietnam fue publicado por NewSouth en 2014.

### Académico sénior
Al dejar el AWM en 1996, Edwards fue nombrado director ejecutivo del Centro Australiano de Estudios Americanos (1996-1998). Fue tutor sénior en St Paul's College en la Universidad de Sídney en 1998, y desde ese año hasta 2005 fue historiador consultor sénior en AWM. En 2001, Edwards fue nombrado miembro de la Orden de Australia por su «servicio al registro de la historia militar de Australia» como historiador oficial. Más tarde ese año, fue profesor visitante en la Biblioteca del Primer Ministro John Curtin en la Universidad John Curtin, y fue profesor invitado en la Academia de la Fuerza de Defensa Australiana, cargo que ocupó hasta 2008. La biografía de Edwards del funcionario público y diplomático Sir Arthur Tange fue publicada en 2006. El libro, Arthur Tange: Last of the Mandarins, fue apoyado por una beca Harold White de 1999 de la Biblioteca Nacional de Australia, y ganó el Premio al Libro de Historia del Premier de Queensland y el Premio al libro de no ficción del Premier de Australia Occidental. Más tarde editó las memorias de Tange para su publicación: Defense Policy-Making: A Close-Up View, 1950–1980 se publicó en 2008, siete años después de la muerte de Tange.
Edwards fue nombrado miembro del Instituto Australiano de Asuntos Internacionales en 2009. Al año siguiente, fue coautor con Wendy Hillman de A School with a View, una historia del centenario de su antigua escuela secundaria, Christ Church Grammar. Ha sido profesor honorario en la Universidad Deakin desde 2012 (cargo que ocupó anteriormente de 1999 a 2005) y en la ANU desde 2014. Anteriormente, fue editor colaborador del Australian Journal of International Affairs (2002–2008) y fue fideicomisario del Shrine of Remembrance de 2002 a 2009.

## Vida personal
Edwards está casado con Jacky Abbott desde el 20 de septiembre de 1997 y tiene dos hijas de una relación anterior. Describe sus principales intereses como «lectura» y vive en el suburbio de North Fitzroy, en Melbourne.

### Autor
- — (1983). Prime Ministers and Diplomats: The Making of Australian Foreign Policy, 1901–1949 (en inglés). Melbourne: Oxford University Press. ISBN 0-19-554389-0. (requiere suscripción).
- —; Pemberton, Gregory (1992). Crises & Commitments: The Politics and Diplomacy of Australia's Involvement in Southeast Asian Conflicts 1948–1965. The Official History of Australia's Involvement in Southeast Asian Conflicts 1948–1975 (en inglés) 1. Norte de Sídney: Allen & Unwin, en asociación con el Memorial de Guerra Australiano. ISBN 1-86373-184-9.
- — (1997). A Nation at War: Australian Politics, Society and Diplomacy during the Vietnam War 1965–1975. The Official History of Australia's Involvement in Southeast Asian Conflicts 1948–1975 (en inglés) 6. Norte de Sídney: Allen & Unwin, en asociación con el Memorial de Guerra Australiano. ISBN 1-86448-282-6.
- — (2005). Permanent Friends?: Historical Reflections on the Australian-American Alliance (en inglés). Double Bay, Nueva Gales del Sur: Lowy Institute for International Policy. ISBN 1-921004-18-5.
- — (2006). The Fall of Saigon, 1975 (en inglés). Canberra: Archivos Nacionales de Australia y Departamento de Relaciones Exteriores y Comercio. ISBN 1-920807-39-X.
- — (2006). Arthur Tange: Last of the Mandarins (en inglés). Crows Nest, Nueva Gales del Sur: Allen & Unwin. ISBN 1-74114-642-9.
- —; Hillman, Wendy (2010). A School with a View: A Centenary History of Christ Church Grammar School, Perth 1910–2010 (en inglés). Claremont, Australia Occidental: Christ Church Grammar School. ISBN 978-0-646-54373-4.
- — (2011). Robert Marsden Hope and Australian Public Policy (en inglés). Kingston, Territorio de la Capital Australiana: Office of National Assessments. ISBN 978-0-646-56334-3.
- — (2014). Australia and the Vietnam War: The Essential History (en inglés). Sídney: NewSouth. ISBN 978-1-74223-274-4.
- — (2015). Learning from History: Some Strategic Lessons from the 'Forward Defence' Era (en inglés). Barton, Territorio de la Capital Australiana: Australian Strategic Policy Institute. ISBN 978-1-925229-06-6.

### Editor
- —; Neale, R. G.; Kenway, H., eds. (1975). Documents on Australian Foreign Policy, 1937–49 (en inglés). 1: 1937–38. Canberra: Australian Government Publishing Service. ISBN 0-642-00994-5. (requiere suscripción).
- —; Neale, R. G., eds. (1976). Documents on Australian Foreign Policy, 1937–49 (en inglés). 2: 1939. Canberra: Australian Government Publishing Service. ISBN 0-642-01243-1.
- —; Kenway, H.; Stokes, Henry, eds. (1979). Documents on Australian Foreign Policy, 1937–49 (en inglés). 3: Enero – Junio 1940. Canberra: Australian Government Publishing Service. ISBN 0-642-03655-1.
- —, ed. (1979). Australia through American Eyes, 1935–1945: Observations by American Diplomats. St. Lucia: University of Queensland Press. ISBN 0-7022-1365-9.
- —, ed. (2003). Facing North: A Century of Australian Engagement with Asia (en inglés). 2: 1970s–2000. Melbourne: Melbourne University Press. ISBN 978-0-522-85024-6. (requiere suscripción).
- Tange, Arthur (2008).  —, ed. Defence Policy-Making: A Close-Up View, 1950–1980. A Personal Memoir (en inglés). Canberra: Australian National University Press. ISBN 978-1-921313-85-1.